# سرطان كماني غير متساوي
سرطان كماني غير متساوي (الاسم العلمي: Uca inaequalis) هو نوع من الحيوانات يتبع جنس السرطان الكماني من فصيلة السرطانات الشبحية.